# Chinoscopus flavus
Chinoscopus flavus är en spindelart som först beskrevs av Peckham, Peckham, Wheeler 1889.  Chinoscopus flavus ingår i släktet Chinoscopus och familjen hoppspindlar. Inga underarter finns listade i Catalogue of Life.